# Hilo
Hilo je přístavní město ve státě USA Havaj. Má přibližně 44 tisíc obyvatel a je správním centrem okresu Hawaii County. Nachází se na východním pobřeží ostrova Havaj a lemuje pobřeží Hilského zálivu (název města znamená v havajštině „půlměsíc“). První doklady o osídlení místa pocházejí ze 12. století, Hilo je tak nejstarším městem Havajských ostrovů.
Město má ekvatoriální podnebí, srážky dosahují 3219 mm ročně. Vzhledem ke své poloze je Hilo vystaveno vlnám tsunami, nejničivější přišly v letech 1946, 1960 a 1975. Město také ohrožuje vulkanická aktivita ve vnitrozemí ostrova. V okolí se nacházejí plantáže cukrové třtiny a makadamií, město je také známé produkcí květinových věnců lei. Ve městě se nachází zoologická zahrada Panaʻewa a park královny Liliuokalani, pro turisty je výchozím místem k vodopádu Akaka a do národního parku Havajské vulkány.
Díky mezinárodnímu letišti patří Hilo ke vstupním branám Havaje. Nachází se zde kampus Havajské univerzity a astronomické centrum ‘Imiloa, využívající ideální podmínky k pozorování vesmíru v okolních horách. V dubnu se zde koná přehlídka havajského folklóru Merrie Monarch Festival.